# 4 Grupa Artylerii
4 Grupa Artylerii (4 GA) – oddziały i pododdziały artylerii organicznej wielkich jednostek piechoty i kawalerii oraz artylerii Odwodu Naczelnego Wodza stacjonujące na terenie Okręgu Korpusu Nr IV i podporządkowane Dowództwu 4 Grupy Artylerii.
4 Grupa Artylerii została utworzona w terminie do 15 stycznia 1929 na podstawie rozkazu L. 1019/Org. ministra spraw wojskowych z dnia 31 grudnia 1928. Proces formowania grupy zakończony został w marcu tego roku. Dowództwo grupy powstało na bazie dotychczasowego 4 Okręgowego Szefostwa Artylerii.

## Obsada personalna
Dowództwo Artylerii Okręgu Generalnego „Łódź”
Sztabowy oficer inspekcyjny artylerii Okręgu Generalnego „Łódź”
- płk Jan Skrutkowski
- płk art. Tadeusz Jastrzębski

Szefostwo Artylerii i Służby Uzbrojenia Okręgu Korpusu Nr IV (1921-1926)
- szef – płk art. Tadeusz Jastrzębski (15 XI 1921 – 9 IV 1922)
- szef – mjr Wacław Bartoszkiewicz (p.o. 9 IV – 12 VII 1922)
- szef – gen. bryg. Aleksander Kowalewski (12 VII 1922 – VII 1924)
- szef – płk art. Jan Skrutkowski (od 20 III 1925[1])
- zastępca szefa – płk art. Witold Konczakowski (od X 1925 ze stanowiska dowódcy 4 pac)

4 Okręgowe Szefostwo Artylerii (1926 – 1928)
- szef – płk art. Stanisław Miller (VI 1927 – III 1929)
- zastępca szefa – płk art. Władysław Janusz Münnich (od XII 1926[2])

4 Grupa Artylerii (1929-1939)
- płk art. Stanisław Miller (III 1929 – IX 1935)
- płk art. Leonard Lubański (do 1939)

## Ordre de Bataille 4 Grupy Artylerii w 1939
Dowództwo 4 Grupy Artylerii w Łodzi
- dowódca grupy – płk art. Leonard Lubański → dowódca artylerii Armii „Łódź”

artyleria ONW:
- 4 pułk artylerii ciężkiej w Łodzi (II dywizjon w Tomaszowie Mazowieckim)

artyleria wielkich jednostek:
- 7 pułk artylerii lekkiej w Częstochowie
- 10 Kaniowski pułk artylerii lekkiej w Łodzi
- 26 pułk artylerii lekkiej w Skierniewicach
- 26 dywizjon artylerii ciężkiej w Skierniewicach